# Crepuscule
Crepuscule, noto anche col titolo in inglese Twilight , è un film del 1969 diretto da Norodom Sihanouk.
Sihanouk, re di Cambogia, ne è regista e interprete principale, oltre ad essere compositore della colonna sonora.
Acclamata dalla critica, la pellicola fu presentata alla quarta edizione dell'International Film Festival of India, e ottenne un premio speciale al Phnom Penh International Film Festival, dove era stata proiettata fuori concorso.
Il film è tratto dal libro Angkor, scritto dall'archeologo francese Bernard Philippe Groslier.

## Trama
Un principe Khmer, di salute cagionevole, si innamora di una giovane indiana.